# Raionul Cerneahiv, Jîtomîr
Cerneahiv (în ucraineană Черняхівський район, transliterat: Cerneahivskîi raion) este un raion în regiunea Jîtomîr, Ucraina. Reședința sa este așezarea de tip urban Cerneahiv.

## Demografie
Componența lingvistică a raionului Cerneahiv
     Ucraineană (98,58%)
     Rusă (1,26%)
     Alte limbi (0,14%)
Conform recensământului din 2001, majoritatea populației raionului Cerneahiv era vorbitoare de ucraineană (98,58%), existând în minoritate și vorbitori de rusă (1,26%).